# Gerhard Engelmann (Heimatforscher)

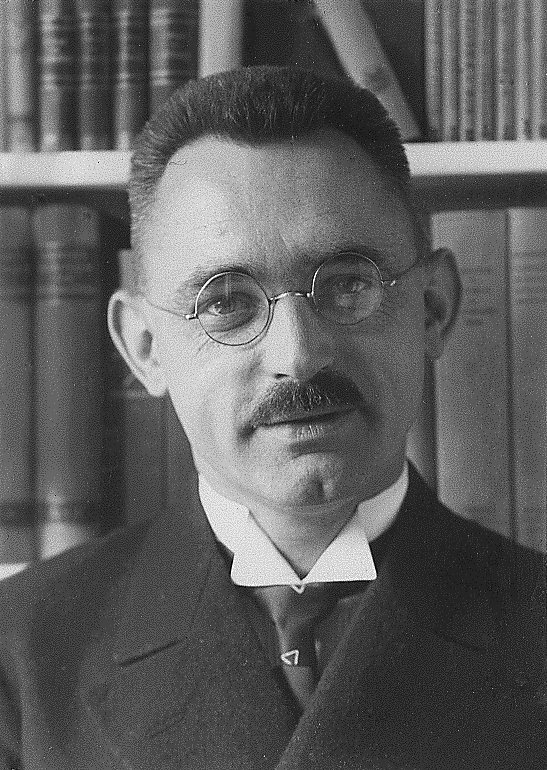
Gerhard Engelmann um 1940 als Studienrat in Plauen

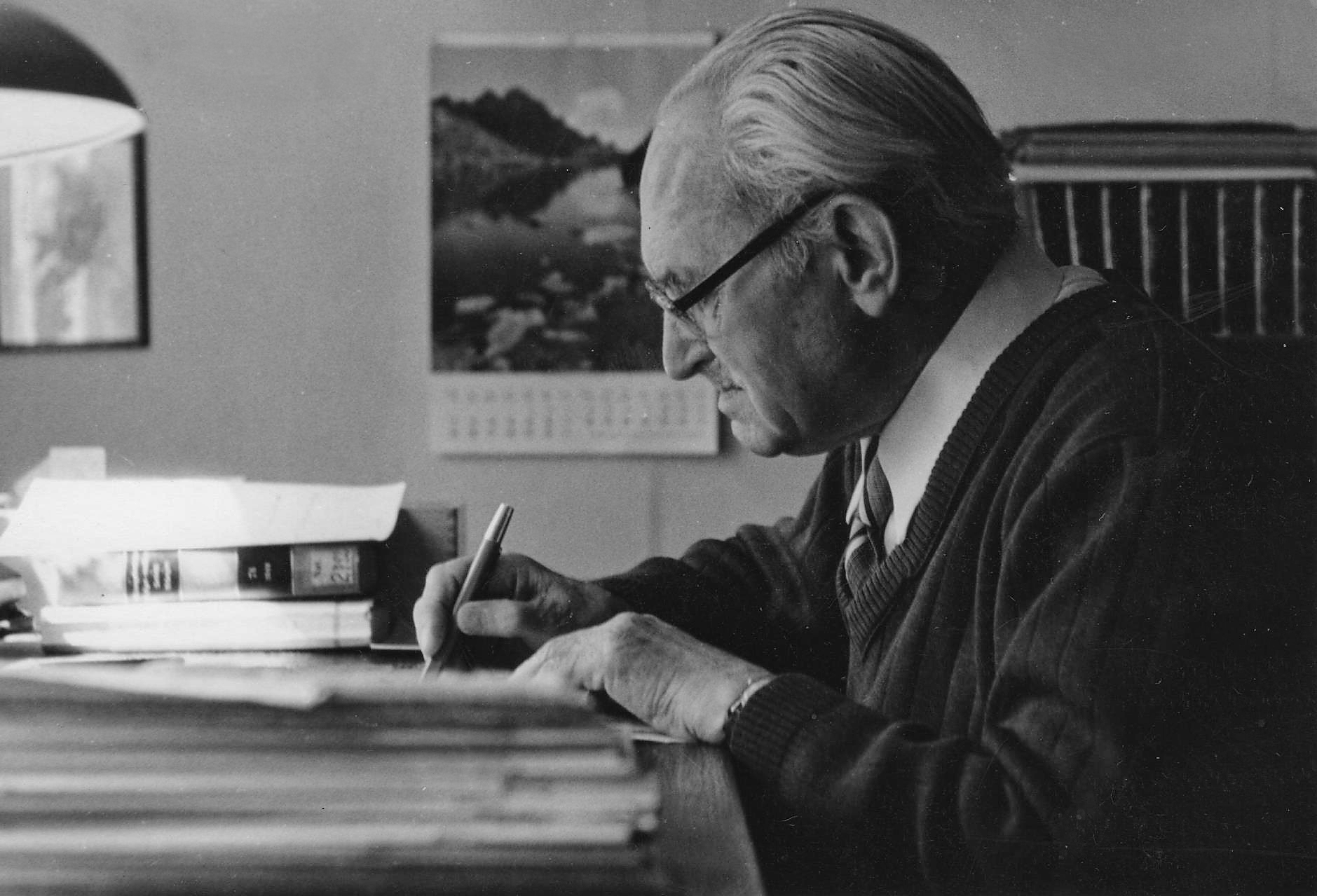
Gerhard Engelmann 1979 in Potsdam-Babelsberg

Gerhard Engelmann (* 16. Oktober 1894 in Pirna; † 16. September 1987 in Hoppenrade bei Potsdam) war ein deutscher Geograph und Heimatforscher, der mehrere Publikationen zum Vogtland, zur Sächsischen Schweiz, zum Osterzgebirge und zum Raum um Potsdam vorlegte, darunter einige Wanderhefte.
Engelmann war Lehrer und Studienrat in Plauen sowie Dozent für Geographie an der Pädagogischen Hochschule Potsdam. Er war Mitglied im Vogtländischen Altertumsforschenden Verein zu Hohenleuben. Einen wesentlichen Schwerpunkt seiner Forschungsarbeit bildete die Geschichte der Geographie.

## Biografie
Karl Gerhard Engelmann wurde am 16. Oktober 1894 als Sohn des Oberlehrers Richard Johannes Engelmann und seiner Ehefrau Gertrud Helene geb. Richter in Pirna geboren. Von 1901 bis 1908 besuchte er die Volksschule Pirna. Der Wunsch Lehrer zu werden, war schon vorbestimmt, da bereits der Großvater das Lehramt in Reinhardtsdorf ausübte. So besuchte der junge Engelmann von 1908 bis 1914 das Lehrerseminar in seiner Heimatstadt und arbeitete ab 1914 als Schulvikar an der Volksschule Pirna, bis er 1915 zu Militärdienst eingezogen wurde. Nach der Beendigung des Dienstes 1917 nahm er bis 1919 wieder die Arbeit als Schulvikar in Copitz auf. 
1919 - 1922 studierte er an der Universität Leipzig Deutsch, Erdkunde, Geschichte und Pädagogik, um von 1922 bis 1923 als Lehrer an der Berufsschule Großenhain zu arbeiten.
Am 15. Juni 1923 nahm der bereits zum Studienrat ernannte Engelmann eine Stelle an der höheren Handelsschule in Plauen an. Am 12. Oktober 1923 erfolgt seine Promotion zum Doktor der Philosophie an der Philosophischen Fakultät der Universität Leipzig mit der geographischen Arbeit „Die Bouvet-Inseln“. 1924 trat er in den Alpenverein, Sektion Plauen ein. In Radebeul heiratete er am 14. April 1928  Johanna Elisabeth Schleinitz (1898 - 1983). Aus der Ehe gingen die Kinder Gisela Elisabeth (1929 - 1996), Ursula Johanna (1931 - 2007) und Reiner Edgar Johannes (1935 - 2023) hervor.
Ab April 1929 war Engelmann an der Deutschen Oberschule beschäftigt, bis er im April 1936 an die Höhere Mädchenschule in Plauen wechselte. Im April 1937 wurde er vom Städtischen Realgymnasium übernommen, welches noch im selben Monat aufgelöst wurde, so dass er an die Staatliche Oberschule für Jungen überging, die ab 10. August 1938 Deutschritterschule hieß (vormals Staatsgymnasium). Zwischenzeitlich wurde er ab April 1937 mit der zusätzlichen Leitung des Vogtländischen Kreismuseums und des Stadtarchivs betraut und ließ sich zum 1. Oktober 1937 von diesem Doppelamt entbinden. An der Oberschule verblieb er bis zur Entlassung aus dem Schuldienst am 31. Dezember 1945. In dieser Zeit wurde Engelmann dienstverpflichtet und muss vom 1. Mai 1943 bis 15. Dezember 1945 als stellvertretender, praktisch aber als amtierender Direktor, an der Lehrerbildungsanstalt Auerbach/Vogtland arbeiten. Die Anstalt diente im letzten Kriegsjahr überwiegend als Lazarett, so quartiert er seine Familie dort ein und konnte sie so vor den Bombenangriffen auf Plauen schützen. 
Von März 1946 bis Juni 1949 war er mit Aufräumungsarbeiten in der Stadtverwaltung Plauen beschäftigt, danach für vier Monate Mitarbeiter am Kreismuseum Hohenleuben-Reichenfels, bis er sich entschloss, ab 1. November 1949 freischaffend schriftstellerisch tätig zu sein. Hier konnte Engelmann an seine Arbeit vor den Kriegsjahren anknüpfen. Schwerpunkt war die landeskundlichen Erforschung des Vogtlandes und die heimatkundliche Landesaufnahme von Teilen Sachsen. Dazu verfasste er mehrere grundlegende Publikationen und hielt Vorträge zu Themen der sächsischen Heimatforschung. 
1950 siedelt seine Familie nach Freital über, später nach Dresden-Klotzsche. Vom 1. August 1953 bis 15. Dezember 1955 war er wissenschaftlicher Mitarbeiter beim Meteorologischen und Hydrologischen Dienst Potsdam. Ab Dezember 1955 arbeitete er als wissenschaftlicher Assistent und später als Kustos an der Pädagogischen Hochschule Potsdam. Nach dem Umzug nach Potsdam-Babelsberg 1957 trat er im Januar 1958 in den Ruhestand. 
Von nun an hatte Engelmann mehr Zeit, um an einer Vielzahl von Publikationen zu arbeiten. Seine Biographien und Aufsätze über namhafte Geographen und Kartographen erschienen nicht nur in der DDR, sondern auch in der Bundesrepublik, was ihm national und international viel Anerkennung und Ehrungen einbrachte. Nicht zu Unrecht wird Gerhard Engelmann als Nestor der Geschichte zur Geographie und Kartographie in Deutschland bezeichnet und sein Werk hat über seinen Tod am 15. September 1987 hinaus Bestand. Sein wissenschaftlicher Nachlass wird im Institut für Geographie Leipzig bewahrt.

## Schriften (Auswahl)
- Das Deutschtum in Rumänien, Justus Perthes, Gotha 1928.
- mit Hermann Lemme, Richard Vogel und Alfred Fiedler: Elbsandsteingebirge (= Unser kleines Wanderheft, 4). Bibliographisches Institut, Leipzig 1952 (= Unser kleines Wanderheft, 19).
- Berggießhübel und Bad Gottleuba, Leipzig 1954.
- mit Hermann Lemme: Zwischen Sebnitz, Hinterhermsdorf und den Zschirnsteinen. Ergebnisse der heimatkundlichen Bestandsaufnahme im Gebiet von Sebnitz, Hinterhermsdorf, Schöna und am Raumberg (= Werte der deutschen Heimat. Bd. 2), Akademie-Verlag, Berlin 1959.
- Im Süden der Barbarine (= Werte der deutschen Heimat, Bd. 3), Akademie-Verlag Berlin 1960.
- Briefe Albrecht Pencks an Joseph Partsch (= Wissenschaftliche Veröffentlichung des Deutschen Instituts für Länderkunde, Neue Folge 17/18), Leipzig 1960, S. 17–107.
- Potsdam und seine Umgebung (= Werte der deutschen Heimat, Bd. 15), Akademie-Verlag, Berlin 1969.
- Alexander von Humboldt in Potsdam. Zur 200. Wiederkehr seines Geburtstages. Potsdam 1969.
- Heinrich Berghaus – Der Kartograph von Potsdam, Deutsche Akademie der Naturforscher Leopoldina Halle/Saale 1977.
- Johannes Honter als Geograph (= Studia Transylvanica, Nr. 7), Böhlau, Köln Wien 1982.
- Die Hochschulgeographie in Preussen 1810–1914 (= Erdkundliches Wissen, Nr. 64), Steiner, Wiesbaden 1983.
- Ferdinand von Richthofen 1833–1905 (= Erdkundliches Wissen, Nr. 91), Steiner, Wiesbaden 1988.